# Brouennes
Brouennes ist eine französische Gemeinde mit 161 Einwohnern (Stand: 1. Januar 2022) im Département Meuse in der Region Grand Est (vor 2016: Lothringen). Die Gemeinde gehört zum Arrondissement Verdun und zum Kanton Stenay.

## Geographie
Brouennes liegt etwa 48 Kilometer nordnordwestlich von Verdun. Umgeben wird Brouennes mit den Nachbargemeinden Nepvant im Nordwesten und Norden, Lamouilly im Norden, Bièvres im Nordosten, Chauvency-Saint-Hubert im Osten, Chauvency-le-Château im Osten und Südosten, Quincy-Landzécourt im Südosten und Süden, Baâlon im Süden sowie Stenay im Südwesten und Westen.

## Bevölkerungsentwicklung
| Jahr                       | 1962 | 1968 | 1975 | 1982 | 1990 | 1999 | 2006 | 2011 | 2019 |
| Einwohner                  | 169  | 167  | 155  | 148  | 160  | 145  | 174  | 156  | 153  |
| Quellen: Cassini und INSEE |      |      |      |      |      |      |      |      |      |

## Sehenswürdigkeiten
- Kirche Saint-Hilaire aus dem 12. Jahrhundert
- Kapellenruine Saint-Pierre

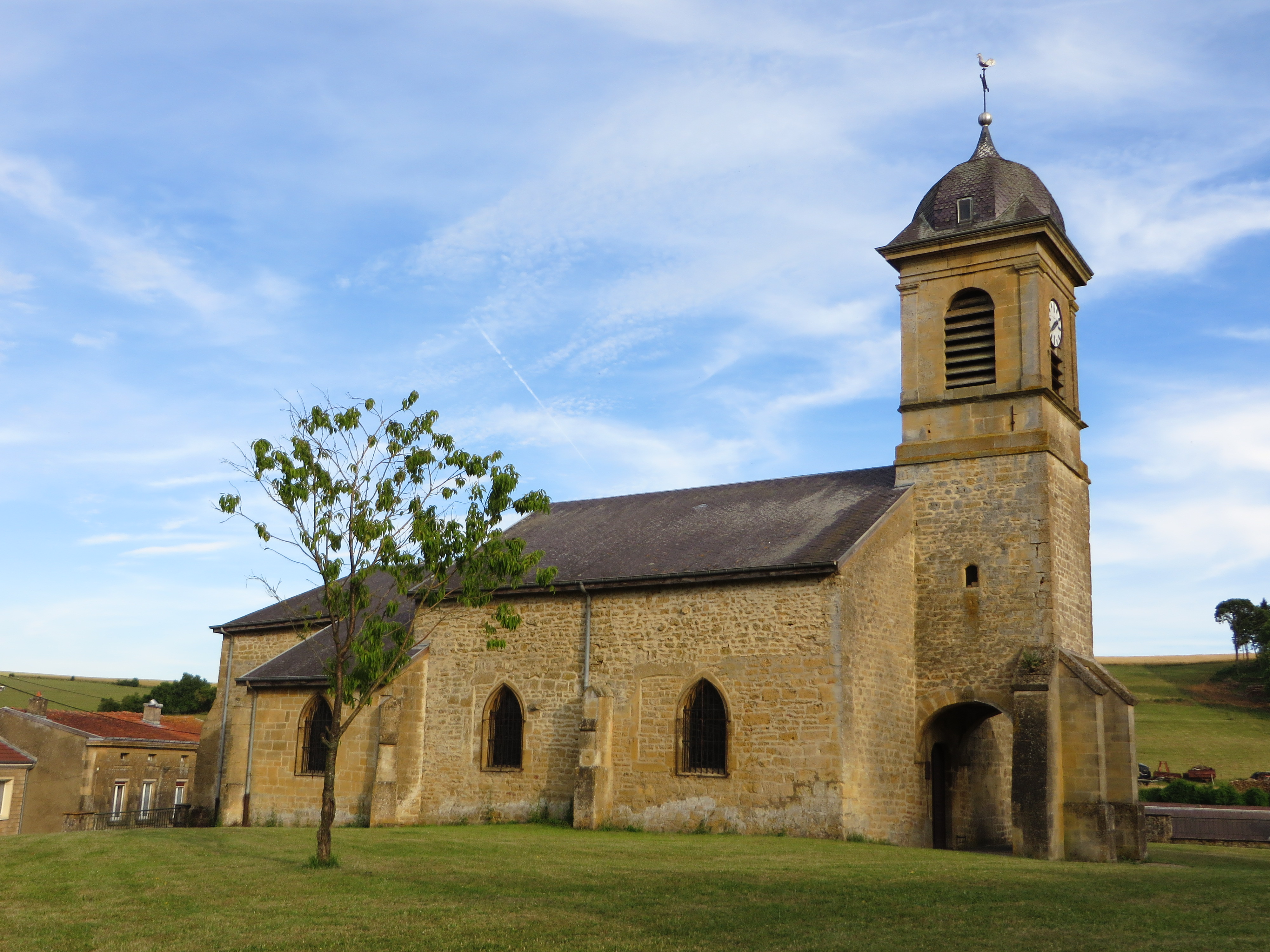
Kirche Saint-Hilaire
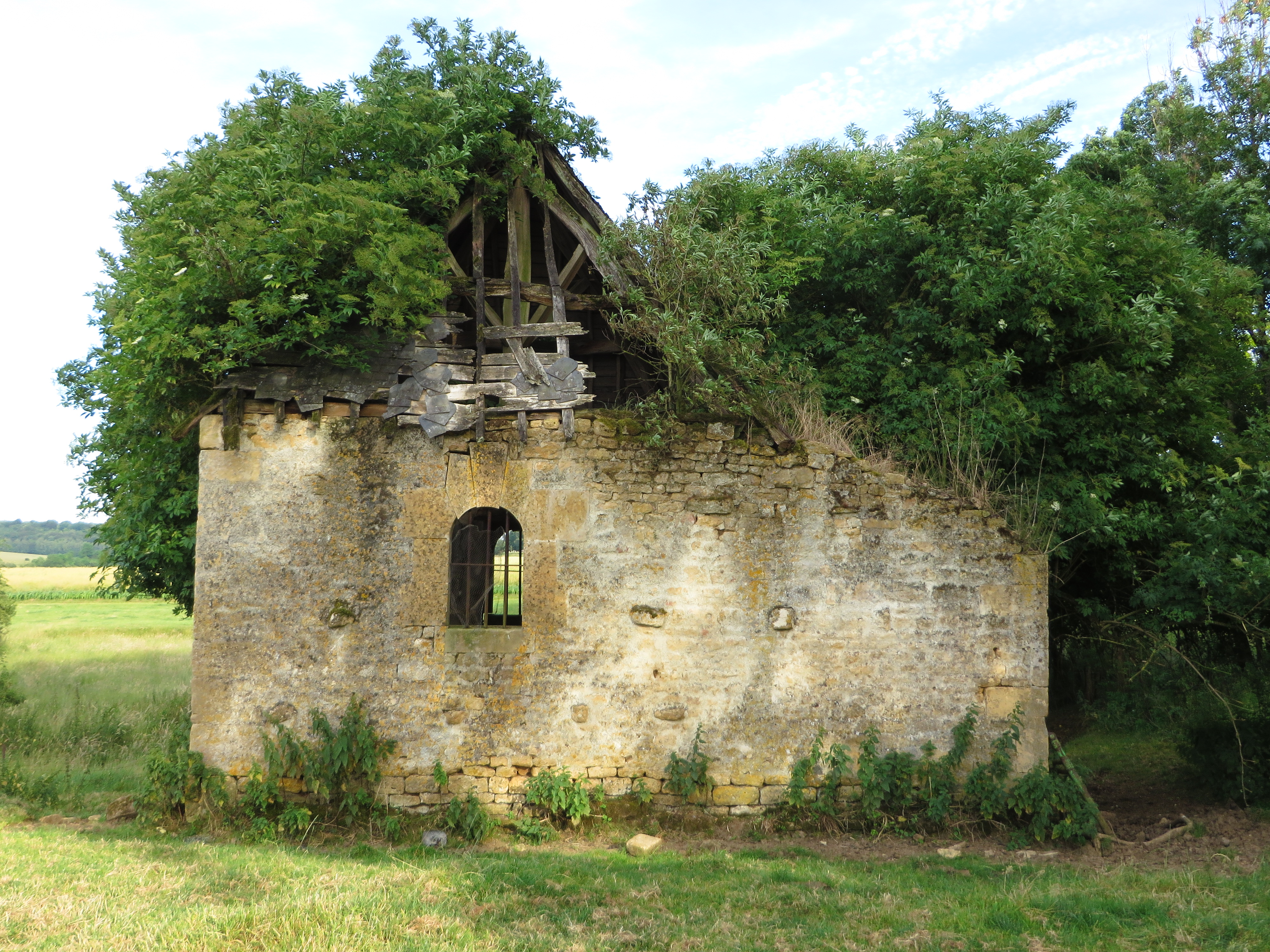
Kapellenruine Saint-Pierre